# Spoorlijn Locarno - Domodossola
De spoorlijn Locarno - Domodossola ook wel Centovallibahn genoemd is een smalspoorlijn tussen de steden Locarno gelegen in het Zwitserse kanton Tessino en de Noord-Italiaanse stad Domodossola, gelegen in de regio Piëmont. Voor meer informatie zie de artikelen over de deeltrajecten:
- Domodossola - Ribellasca
- Locarno - Camedo